# Ryan Santoso
Ryan Santoso (Pace, 26 agosto 1995) è un giocatore di football americano statunitense che milita nel ruolo di placekicker nella National Football League (NFL).

## Carriera
Dopo non essere stato scelto nel Draft NFL 2018, Santoso firmò con i Detroit Lions. In seguito giocò con i Montreal Alouettes della Canadian Football League (2019-2020), i Tennessee Titans (2019 e 2021), i New York Giants (2020), i Carolina Panthers (2021) e di nuovo con i Lions (2021). Il 18 dicembre 2021 firmò con la squadra di allenamento dei Los Angeles Rams con cui vinse il Super Bowl LVI contro i Cincinnati Bengals da inattivo. 

## Palmarès
- Super Bowl : 1

Los Angeles Rams: LVI
- National Football Conference Championship: 1

Los Angeles Rams: 2021